# Гура-Мотрулуй
Гура-Мотрулуй (рум. Gura Motrului) — село у повіті Мехедінць в Румунії. Входить до складу комуни Бутоєшть.
Село розташоване на відстані 211 км на захід від Бухареста, 62 км на схід від Дробета-Турну-Северина, 39 км на північний захід від Крайови.

## Населення
За даними перепису населення 2002 року у селі проживали 398 осіб, усі — румуни. Усі жителі села рідною мовою назвали румунську.